# Dekbed

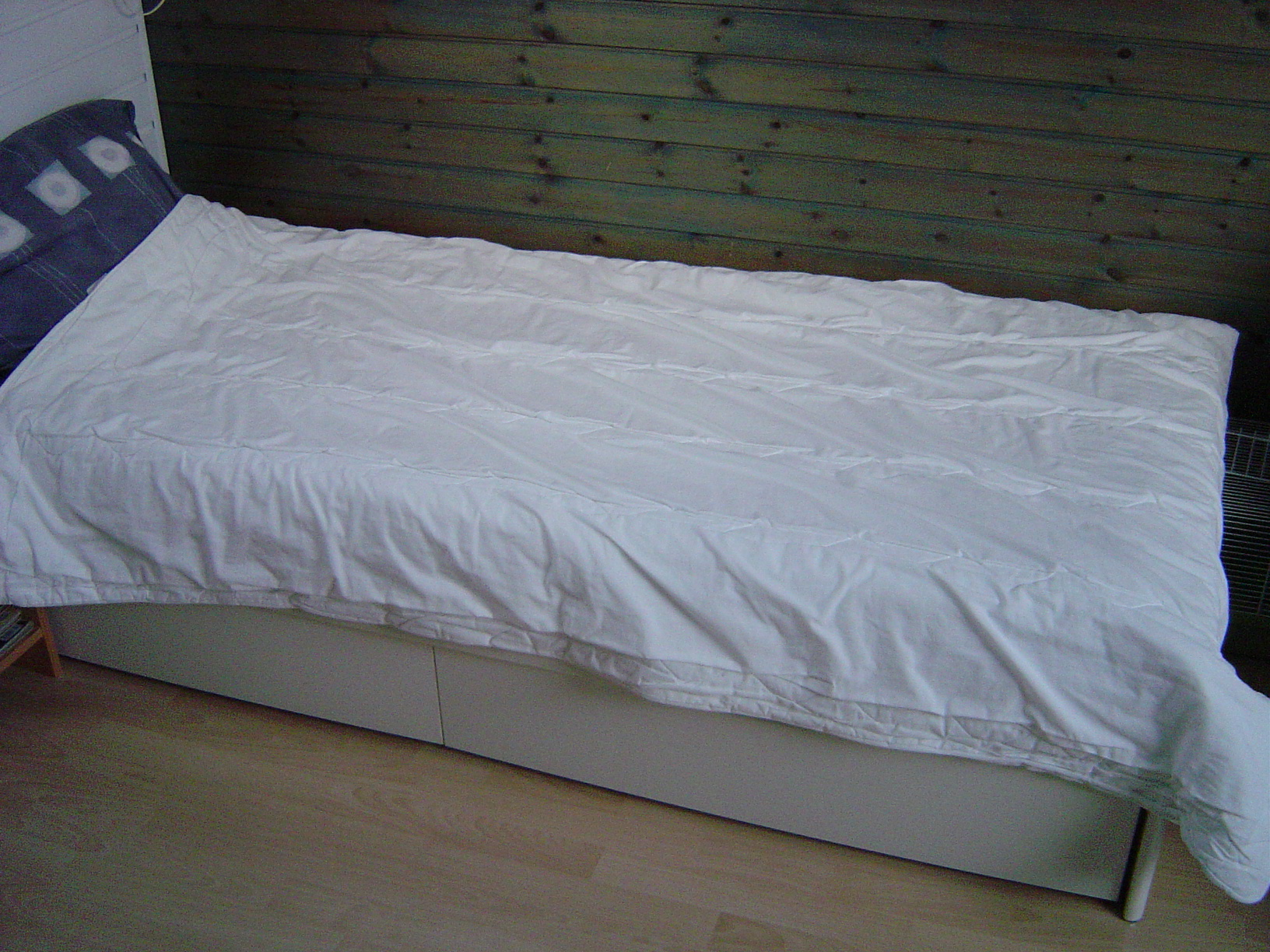
Eenpersoonsbed met een dekbed (zonder dekbedovertrek) erop

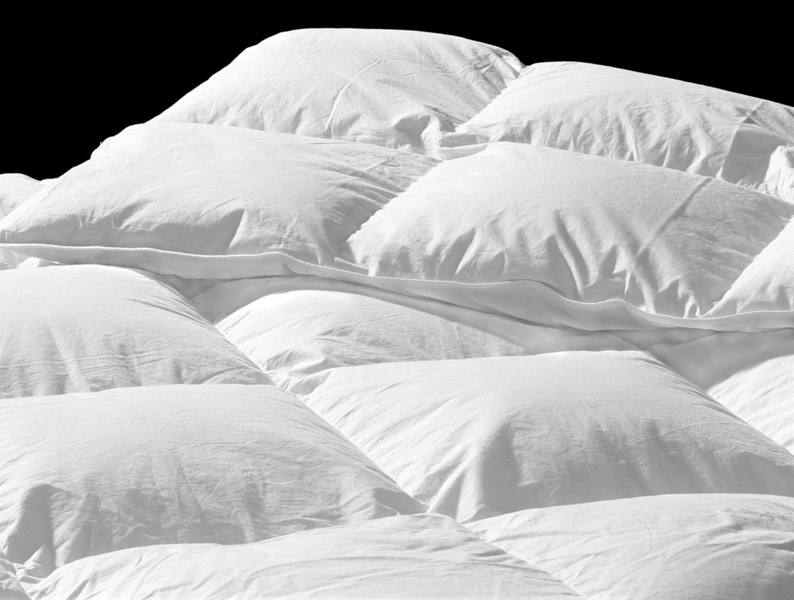
Dekbed zonder hoes

Een dekbed of donsdeken is een variant op een deken. Het houdt een slapende warm en vereenvoudigt het opmaken van een bed. Een donzen dekbed is gevuld met dons. Er zijn ook veel dekbedden die met ander isolerend materiaal zijn gevuld.

## Geschiedenis
Dekbedden waren halverwege de 18e eeuw al bekend in Duitsland, maar kennelijk veel minder in Engeland. De in Londen opgegroeide reisschrijver Thomas Nugent klaagt dat stro op veel plaatsen in Duitsland, vooral in Westfalen, het gebruikelijke beddengoed is, maar schrijft dan:
Een ding is heel eigenaardig aan hen, dat zij zich niet bedekken met beddengoed, maar een verenbed boven en een ander onder leggen. Dat is aangenaam genoeg in de winter, maar ik kan niet begrijpen hoe zij in de zomer hun verenbedden over zich heen verdragen, zoals gangbaar is.— Thomas Nugent, The Grand Tour 1749, vol II. p66
Nugent omschrijft het dekbed dus als een soort tweede strozak die op het lichaam gelegd wordt. Daarna haalt hij nog een Duitse anekdote aan over uit Frankrijk gevluchte hugenoten die menen bovenop elkaar te moeten slapen, omdat ze twee op elkaar liggende strozakken denken aan te treffen.

## Typen
Veelvoorkomende typen zijn:
- Het direct gestikte dekbed, waarbij de bovenkant van de tijk op de onderkant is gestikt. Dit zijn meestal lichte (zomer)dekbedden omdat er zo koudebruggen ontstaan aan de stiksels. Synthetische dekbedden worden zo ook gemaakt omdat  anders de synthetische vullingen in elkaar klitten tijdens het gebruik.
- Het kanalendekbed, waarbij de bovenkant van de tijk niet op de onderkant is gestikt, maar boven- en onderkant via soufflets aan elkaar gestikt worden. Deze soufflets worden geplaatst om het dons gelijkmatig over het hele dekbed te verdelen en zorgen voor een betere isolatie omdat er geen koudebruggen meer zijn. In deze dekbedden zit meestal een vulling die men zowel in winter als zomer kan gebruiken. Ze worden meestal ook gebruikt voor wasbare vullingen.
- Cassetten of carostepp dekbedden zijn een verdeeld in volledige of gedeeltelijk gestikte vierkanten. Opschudden is daardoor niet nodig en ook zwaardere vullingen blijven op hun plaats.
- Het vierseizoenen dekbed bestaat uit twee dekbedden met verschillend vulgewicht; het dunnere deel dient als zomerdekbed en het dikkere deel als voor- en najaarsdekbed. In de winter worden ze gekoppeld zodat ze een winterdekbed vormen. Deze dekbedden zijn veelal het zwaarste omdat er gewerkt wordt met vier lagen katoen en een bevestigingssysteem.

### Tijk
Het tijk dient als omhulsel voor het dons. Het moet donsdicht zijn, opdat het dons niet naar buiten kan en er ook niets in het dekbed kan doordringen (bijvoorbeeld huidschilfers of stofmijt). Ook moet het tijk luchtig zijn en vocht goed opnemen en afgeven. De dichtheid van de draden per cm² is belangrijk als het om dichtheid gaat. Perkal katoen is het meest geschikte materiaal voor tijken.

### Vulling
Traditioneel is een dekbed gevuld met dons. Tussen het dons zit veel lucht, waardoor een donsdek licht en luchtig is en toch goed warmte vasthoudt. Een dekbed kan ook gevuld zijn met een ander isolerend materiaal zoals kunstvezels, wol of katoen.

## Dons
| Oude benaming                  | Euronormering         |
| ------------------------------ | --------------------- |
| RAL 092 A2                     | DIN EN 12934          |
| Pure dons                      | 100% dons             |
| Voldons of licht vederige dons | 90% dons en 10% veren |
| Vederige dons                  | 60% dons en 40% veren |
| Halfdons                       | 30% dons en 70% veren |
| Kwartdons                      | 15% dons en 85% veren |
| Veren                          | 100% veren            |

Voor de vulling worden vaak dons en veren van ganzen of eenden gebruikt. Hoe hoger het aandeel dons is binnen de vulling, des te hoger is de vulkracht en derhalve het isolatievermogen. Als bijzonder dons is eiderdons, het dons van de eidereend vermeldenswaardig. Deze donssoort staat bekend om de hoge warmte-isolatie. Isolatievermogen en ventilatievermogen zijn bij eiderdons nog hoger dan bij ganzendons.
Voor de verschillende verhoudingen van dons en veren was er vroeger de RAL 092 A2 normering. Deze is vervangen door de DIN EN 12934-normering.
Een donzen dekbed moet minstens 60% dons bevatten, anders is het een veren dekbed. Ganzendons en ganzenveren zijn duurder dan eendendons en eendenveren. Dit vanwege van het kwaliteitsverschil. Ganzen zijn groter dan eenden en hebben dus ook grotere dons en veren. Door de grotere afmeting hebben ze een beter isolatievermogen.
De kwaliteit van het dons en de wijze waarop met het dekbed omgegaan wordt, hebben invloed op de levensduur van het dons. Gemiddeld zal een goede kwaliteit donzendekbed zo'n acht tot tien jaar meegaan. Daarna verliest het aan vulkracht en isolatiekracht.
Het winnen van dons door middel van levende pluk is omstreden. Of dieren tijdens de rui op juiste wijze geplukt worden, kan niet vastgesteld worden. Om deze reden zien veel handelsbedrijven en ateliers af van dons dat van levende pluk afkomstig is. Er is echter geen keurmerk voor.

## Hygiëne
Op een zonnige dag luchten en drogen in de buitenlucht wordt aanbevolen. Donzen dekbedden kunnen ook gewassen worden. Er dient dan veel water gebruikt te worden en goed gespoeld te worden. Drogen kan in de buitenlucht, wat echter veel tijd kost, of in de droogtrommel, net zo lang tot de vulling geheel droog is. Om een dekbed goed te reinigen wast men best vulling en bekleding apart. Zo kan het door de jaren heen in het tijk verzamelde vuil het beste verwijderd worden.

## Dekbedovertrek
Om een dekbed kan een dekbedovertrek worden gedaan dat gemakkelijk te wassen is. Dekbedhoezen bestaan in verschillende kwaliteiten en in verschillende dessins. 